# Д’Аркур д’Олонд, Шарль Луи Эктор
Шарль Луи Эктор д’Аркур д’Олонд (фр. Charles-Louis-Hector d'Harcourt d'Olonde; 15 июля 1743, замок Экосвиль (Манш) — 5 июня 1820, Париж) — французский государственный деятель, маркиз д’Аркур, член Палаты пэров.
Сын Жака III д’Аркур д’Олонда, маркиза д’Аркура, и Элизабет Анны Шарлотты де Майяр д’Анефф, маркизы д’Иш, дамы ордена Звёздного креста.
Поддерживал революцию, был арестован во время Террора. Назначен Наполеоном членом генерального совета Сены, в 1814 подписал декларацию с призывом к Людовику XVIII принять трон Франции. Кавалер ордена Почётного легиона, он был 4 июня 1814 назначен членом Палаты пэров и получил чин лагерного маршала, а 10 марта 1815 был произведен в лейтенант-генералы. На процессе маршала Нея голосовал за смертную казнь. Людовик XVIII даровал ему право поместить на свой герб цветок лилии.

## Семья
Жена (16.02.1767): Анна д’Аркур-Бёврон (1750—1823), дочь Анн-Франсуа д’Аркура, герцога де Бёврона, и Мари-Катрин Руйе де Жуи.
Дети:
- Анна Шарлотта Викторина д’Аркур д’Олонд (1769—1842). Муж (11.1800): Александр де Буажелен (1770—1831)
- Амеде-Луи-Шарль-Франсуа д’Аркур д’Олонд, маркиз д’Аркур (1771—1831). Жена (12.06.1800): Элизабет Софи Аркур де Пендли (1771—1846), дочь Ричарда Барда Аркур де Пендли и Рейчел Несбитт
- Клод Эммануэль д’Аркур д’Олонд (1774—1840)
- Алина д’Аркур д’Олонд (1782—1848). Муж (1803): барон Родриг Шарль Эжен де Монтескью-Фезенсак (1782—1810)